# Bochum Total

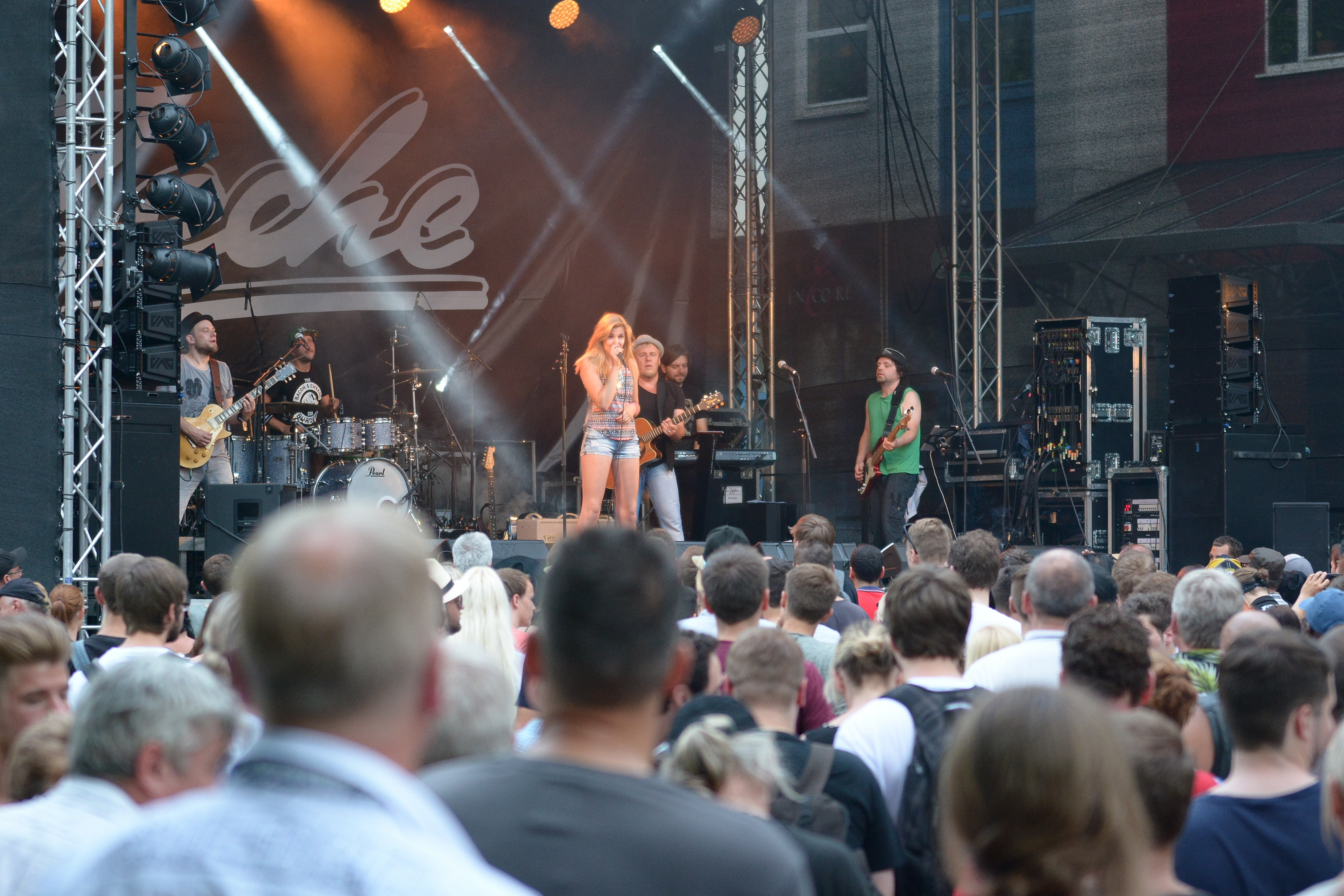
Ringbühne mit Kumpels in Concert 2015

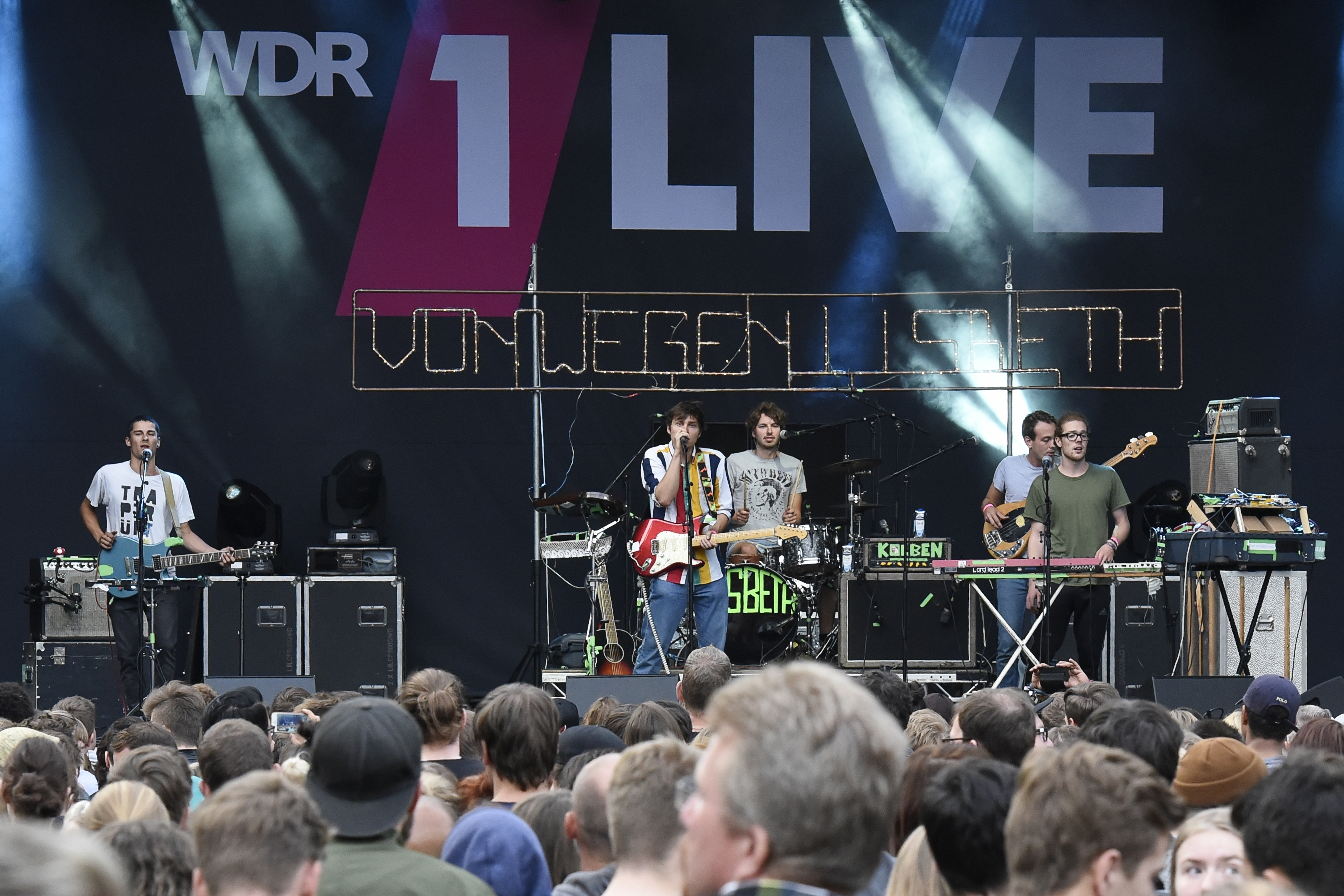
1 Live-Bühne 2016 mit Von Wegen Lisbeth

Bochum Total ist ein jährliches Musikfestival im Bermuda3eck in Bochum. Das Festival begann 1986 mit zwei Bühnen und hat sich zu einem der größten Rock-Pop-Festivals in Europa entwickelt. Eintrittsgeld wird nicht erhoben. Es begann sehr viele Jahre jeweils am Donnerstag vor den Sommerferien in Nordrhein-Westfalen. Seit den 2010er Jahren findet das Festival in der Regel am ersten Juli-Wochenende statt.

## Konzept

### Der inhaltliche Ansatz
Bochum Total präsentiert in erster Linie progressive und originäre Musik. Die Bands sollen möglichst einen eigenen musikalischen Ansatz verfolgen und müssen live spielen. Stilistisch reicht die Bandbreite von Jazz bis Hardrock. 
Bei dem Festival haben Bands gastiert, deren Auftritt ein oder zwei Jahre später zum nationalen Durchbruch führte. So unter anderem die Donots, Wir sind Helden, Seeed, Oomph!, Silbermond, ZSK, MIA. oder Die Happy. Als Vertreter der Popmusik trat beispielsweise 1999 der zu dieser Zeit noch unbekannte Sasha im Duo mit Benedikt Scherf als Hin & Hair Schmitz auf. Jedes Jahr gehen 1.300 Künstlerbewerbungen ein.
Der Besuch von Bochum Total ist kostenlos. Das Festival findet in der Innenstadt Bochums statt, die für das verlängerte Wochenende teilweise für den Kraftfahrzeug-Verkehr gesperrt wird. Seit 2007 berichtet das Onlinemagazin Getaddicted ausführlich vor und hinter den Kulissen des Festivals.

### Nachwuchsförderung
Bestandteil des Veranstaltungskonzeptes ist es, dem Nachwuchs aus der Region die Chance zu geben, einmal vor großem Publikum aufzutreten. Einige Bands qualifizieren sich über regionale Newcomer-Festivals für die Teilnahme, andere werden direkt ausgewählt. Die Auswahl trifft der Veranstalter gemeinsam mit dem Kulturbüro der Stadt Bochum. Insgesamt steht Nachwuchskünstlern in jedem Jahr ungefähr ein Drittel der rund 70 Bühnenplätze zur Verfügung. 